# Marc Erbetta
 (septembre 2013).
Si vous disposez d'ouvrages ou d'articles de référence ou si vous connaissez des sites web de qualité traitant du thème abordé ici, merci de compléter l'article en donnant les références utiles à sa vérifiabilité et en les liant à la section « Notes et références ».
Marc Erbetta, né à Lausanne le 29 janvier 1963, est un batteur suisse.

## Biographie
Batteur suisse né à Lausanne le 29 janvier 1963 orienté jazz ayant joué entre autres avec Eric Truffaz, Henri Salvador, Malcolm Braff (Voltage Trio).
Marc Erbetta s'inspire d’autres batteurs comme Al Foster, Han Bennink, Jojo Mayer, Johnny Rabb.

## Parcours musical
Batteur du quartet d'Erik Truffaz depuis 1982, il quitte le groupe en 2015 et laisse sa place à Arthur Hnatek (batteur de Tigran Hamasyan notamment) pour le nouvel album du quartet.

## Groupes et musiciens fréquentés
- Erik Truffaz
- Malcolm Braff
- Vulzor
- Julien Feltin
- Henri Salvador

## Albums (partiels)
- 1993 : Nina Valeria (avec Erik Truffaz)
- 1998 : The dawn[4] (avec Erik Truffaz)
- 1997 : Out of a dream (avec Erik Truffaz)
- 1999 : Bending New Corners (avec Erik Truffaz)
- 2000 : The Mask (avec Erik Truffaz)
- 2000 : Voltage (avec Malcolm Braff)
- 2001 : ReVisite (avec Erik Truffaz)
- 2003 : The Walk of the Giant Turtle (avec Erik Truffaz)
- 2006 : Face à Face (double live + bonus DVD) (avec Erik Truffaz)
- 2007 : Arkhangelsk (avec Erik Truffaz)
- 2010 : In between[5] (avec Erik Truffaz)
- 2012 : El Tiempo de la Revolucion (avec Erik Truffaz)